# WTCC 2007
La stagione 2007 del campionato WTCC (World Touring Car Championship) è stata la terza dalla riapertura del campionato, avvenuta nel 2005; la quarta considerando l'edizione singola del 1987. Per il terzo anno consecutivo il campionato si è concluso con la vittoria del titolo piloti da parte del britannico Andy Priaulx, alla guida di una BMW 320si. La stessa BMW si è aggiudicata il campionato costruttori.

## Piloti e scuderie
| Scuderia                    | Vettura                | #  | Pilota               | Classe | Weekend di gare |
| --------------------------- | ---------------------- | -- | -------------------- | ------ | --------------- |
| BMW Team UK                 | BMW 320si              | 1  | Andy Priaulx         |        | 1-11            |
| BMW Team UK                 | BMW 320si              | 14 | Fredrik Ekblom       |        | 7, 10-11        |
| BMW Team Germany            | BMW 320si              | 2  | Jörg Müller          |        | 1-11            |
| BMW Team Germany            | BMW 320si              | 3  | Augusto Farfus       |        | 1-11            |
| BMW Team Italy-Spain        | BMW 320si              | 4  | Alex Zanardi         |        | 1-11            |
| BMW Team Italy-Spain        | BMW 320si              | 5  | Félix Porteiro       |        | 1-11            |
| Chevrolet RML               | Chevrolet Lacetti      | 6  | Robert Huff          |        | 1-11            |
| Chevrolet RML               | Chevrolet Lacetti      | 7  | Nicola Larini        |        | 1-11            |
| Chevrolet RML               | Chevrolet Lacetti      | 8  | Alain Menu           |        | 1-11            |
| Chevrolet RML               | Chevrolet Lacetti      | 88 | Rickard Rydell       |        | 7               |
| SEAT Sport                  | SEAT León              | 9  | Jordi Gené           |        | 1-6             |
| SEAT Sport                  | SEAT León              | 10 | Michel Jourdain Jr.  |        | 1-10            |
| SEAT Sport                  | SEAT León              | 11 | Gabriele Tarquini    |        | 1-9             |
| SEAT Sport                  | SEAT León              | 12 | Yvan Muller          |        | 1-6             |
| SEAT Sport                  | SEAT León              | 18 | Tiago Monteiro       |        | 2-11            |
| SEAT Sport                  | SEAT León              | 38 | Oscar Nogués         |        | 10              |
| SEAT Sport                  | SEAT León              | 40 | Peter Terting        |        | 8               |
| SEAT Sport                  | SEAT León              | 88 | Rickard Rydell       |        | 11              |
| SEAT Sport                  | SEAT León TDI          | 9  | Jordi Gené           |        | 7-11            |
| SEAT Sport                  | SEAT León TDI          | 11 | Gabriele Tarquini    |        | 10-11           |
| SEAT Sport                  | SEAT León TDI          | 12 | Yvan Muller          |        | 7-11            |
| N.technology                | Alfa Romeo 156         | 15 | James Thompson       |        | 1-11            |
| N.technology                | Alfa Romeo 156         | 16 | Olivier Tielemans    |        | 1-10            |
| N.technology                | Alfa Romeo 156         | 66 | André Couto          |        | 11              |
| Honda Dealer Team Sweden    | Honda Accord Euro R    | 17 | Tomas Engström       | P      | 10              |
| SEAT Sport Italia           | SEAT León              | 19 | Roberto Colciago     | P      | 2-3, 6-10       |
| SEAT Sport Italia           | SEAT León              | 34 | Massimiliano Pedalà  | P      | 3, 5, 8-9       |
| GR Asia                     | SEAT León              | 20 | Tom Coronel          |        | 1-11            |
| GR Asia                     | SEAT León              | 21 | Emmet O'Brien        | P      | 1-6             |
| GR Asia                     | SEAT León              | 22 | Maurizio Ceresoli    | P      | 3-11            |
| GR Asia                     | SEAT León              | 35 | Timur Sadredinov     | P      | 8               |
| GR Asia                     | SEAT León              | 45 | Sergej Krylov        | P      | 9               |
| Exagon Engineering          | SEAT León              | 23 | Pierre-Yves Corthals | P      | 1-9, 11         |
| Exagon Engineering          | SEAT León              | 24 | Anthony Beltoise     | P      | 4               |
| Exagon Engineering          | SEAT León              | 77 | Luís Pedro Magalhães | P      | 6               |
| Team AVIVA                  | BMW 320si              | 25 | Duncan Huisman       | P      | 11              |
| Team RAC/AVIVA              | BMW 320si              | 27 | Colin Turkington     | I      | 9, 11           |
| Wiechers-Sport              | BMW 320si              | 26 | Stefano D'Aste       | P      | 1-11            |
| Elgh Motorsport             | BMW 320si              | 28 | Carl Rosenblad       | P      | 7, 11           |
| Scuderia Proteam Motorsport | BMW 320si              | 30 | Luca Rangoni         | P      | 1-11            |
| Scuderia Proteam Motorsport | BMW 320si              | 31 | Sergio Hernández     | P      | 1, 3-4, 6-11    |
| Scuderia Proteam Motorsport | BMW 320si              | 32 | Davide Roda          | P      | 5               |
| Racing for Belgium          | Alfa Romeo 156         | 33 | Miguel Freitas       | P      | 2-6, 10-11      |
| Maurer Motorsport           | Chevrolet Lacetti      | 36 | María de Villota     | P      | 3               |
| TFS-Yaco Racing             | Toyota Corolla T-Sport | 37 | Philip Geipel        | I      | 5               |
| Engstler Motorsport         | BMW 320i               | 43 | Franz Engstler       | P      | 11              |
| Engstler Motorsport         | BMW 320i               | 44 | Andrej Romanov       | P      | 11              |
| Engstler Motorsport         | BMW 320i               | 46 | David Louie          | I      | 11              |
| Russian Bears Motorsport    | BMW 320i               | 50 | Lev Fridman          | P      | 2-3             |
| Russian Bears Motorsport    | BMW 320i               | 51 | Evgenij Zelenov      | P      | 2               |
| Russian Bears Motorsport    | BMW 320i               | 52 | Viktor Šapovalov     | P      | 2-3             |
| Golden Motors               | Honda Accord Euro R    | 54 | Aleksandr L'vov      | P      | 7               |
| Golden Motors               | Honda Accord Euro R    | 55 | Andrej Smetskj       | P      | 7               |
| Polestar Racing             | Volvo S60 Flexifuel    | 60 | Robert Dahlgren      | I      | 7               |
| Ao's Racing Team            | BMW 320i               | 62 | Ao Chi Hong          | P      | 11              |
| Avtodom Racing              | BMW 320i               | 63 | Henry Lee Jr.        | P      | 11              |

| Icona | Categoria                      |
| ----- | ------------------------------ |
| P     | Trofeo privati                 |
| I     | Ineleggibile per segnare punti |

## Calendario
| Nº | Circuito     | Data         | Vincitore Gara 1 | Vincitore Gara 2  |
| -- | ------------ | ------------ | ---------------- | ----------------- |
| 1  | Curitiba     | 11 marzo     | Jörg Müller      | Augusto Farfus    |
| 2  | Zandvoort    | 6 maggio     | Alain Menu       | Gabriele Tarquini |
| 3  | Valencia     | 20 maggio    | James Thompson   | James Thompson    |
| 4  | Pau          | 3 giugno     | Alain Menu       | Augusto Farfus    |
| 5  | Brno         | 17 giugno    | Félix Porteiro   | Jörg Müller       |
| 6  | Porto        | 8 luglio     | Alain Menu       | Andy Priaulx      |
| 7  | Anderstorp   | 29 luglio    | Robert Huff      | Rickard Rydell    |
| 8  | Oschersleben | 26 agosto    | Yvan Muller      | Augusto Farfus    |
| 9  | Brands Hatch | 23 settembre | Alain Menu       | Andy Priaulx      |
| 10 | Monza        | 7 ottobre    | Yvan Muller      | Jordi Gené        |
| 11 | Macao        | 18 novembre  | Alain Menu       | Andy Priaulx      |

## Classifiche

### Piloti
| Pos | Pilota               | Punti |
| --- | -------------------- | ----- |
| 1   | Andy Priaulx         | 92    |
| 2   | Yvan Muller          | 81    |
| 3   | James Thompson       | 79    |
| 4   | Augusto Farfus       | 71    |
| 5   | Nicola Larini        | 71    |
| 6   | Alain Menu           | 69    |
| 7   | Jörg Müller          | 66    |
| 8   | Gabriele Tarquini    | 62    |
| 9   | Robert Huff          | 57    |
| 10  | Jordi Gené           | 55    |
| 11  | Tiago Monteiro       | 38    |
| 12  | Félix Porteiro       | 32    |
| 13  | Tom Coronel          | 29    |
| 14  | Luca Rangoni         | 15    |
| 15  | Alessandro Zanardi   | 14    |
| 16  | Rickard Rydell       | 13    |
| 17  | Roberto Colciago     | 6     |
| 18  | Michel Jourdain      | 3     |
| 19  | Pierre-Yves Corthals | 3     |
| 20  | Fredrik Ekblom       | 1     |
| =   | Sergio Hernández     | 1     |

### Costruttori
| Pos | Costruttore | Punti |
| --- | ----------- | ----- |
| 1   | BMW         | 255   |
| 2   | SEAT        | 249   |
| 3   | Chevrolet   | 218   |
| 4   | Alfa Romeo  | 124   |

### Trofeo indipendenti
Prime tre posizioni:
| Pos | Costruttore          | Punti |
| --- | -------------------- | ----- |
| 1   | Stefano D'Aste       | 152   |
| 2   | Luca Rangoni         | 150   |
| 3   | Pierre-Yves Corthals | 124   |

### Trofeo team indipendenti
Prime tre posizioni:
| Pos | Team               | Punti |
| --- | ------------------ | ----- |
| 1   | Proteam Motorsport | 234   |
| 2   | Wiechers-Sport     | 152   |
| 3   | Exagon Engineering | 145   |